# Odontomachus spinifer
Odontomachus spinifer (лат.) — ископаемый вид муравьёв из подсемейства понерины (Ponerinae) семейства Formicidae, обнаруженный в доминиканском янтаре (миоцен, остров Гаити).

## История и классификация
Odontomachus spinifer известен по одиночному ископаемому насекомому, которое вместе с мелкими перепончатокрылыми включен в прозрачно-желтый кусок доминиканского янтаря. Янтарь был образован вымершим видом растений Hymenaea protera, который раньше рос на острове Гаити, в северной части Южной Америки и до южной Мексики. Образец был собран в неопределенной янтарной шахте в ископаемых породах гор Кордильера Септентриональ на севере Доминиканской Республики. Янтарь датируется бурдигальским этапом миоцена, судя по изучению сопутствующих ископаемых фораминифер, и может достигать возраста среднего эоцена, судя по сопутствующим ископаемым кокколитам. Такой возрастной диапазон обусловлен тем, что вмещающие породы являются вторичными отложениями для янтаря, а миоцен как возрастной диапазон — это лишь самый молодой возраст, который может быть у янтаря.
На момент описания голотип (экземпляр под номером «Do-2215») хранился в коллекции янтаря State Museum of Natural History Stuttgart, Баден-Вюртемберг, Германия. Впервые голотип ископаемого был изучен энтомологом Марией Л. де Андраде из Университета Базеля, а описание вида было опубликовано в 1994 году в журнале «Stuttgarter Beiträge zur Naturkunde. Serie B (Geologie und Paläontologie)». Специфический эпитет spinifer происходит от латинского слова pseudo, что означает «несущий шип», что указывает на крупный выступ на вершине петиоля.
На основании строения головы O. pseudobauri был включен в группу видов O. haematodus, тесно связанной с видами O. affinis, O. mayi и O. panamensis. Три современных вида обитают от Бразилии и Гайаны до Панамы и Коста-Рики. Два современных вида, найденных на острове Гаити (Испаньола), O. bauri и O. insularis, не близки к O. spinifer, имея различное строение верхней поверхности головы. Когда O. spinifer был впервые описан, он был одним из двух ископаемых видов рода Odontomachus, которые были описаны по фоссилиям. Он и Odontomachus pseudobauri были описаны де Андраде из доминиканского янтаря в одной и той же работе. Третий вид Odontomachus paleomyagra, первый ископаемый вид, был описан в 2014 году по рабочему муравью, найденному в буроугольных отложениях приабонского возраста в бассейне Мост, Чешская Республика.

## Описание
Рабочий O. spinifer длиной около 11,8 мм и блестящее тело от желтовато-красного до красновато-коричневого оттенка. На гладком экзоскелете имеются крошечные пунктуры, расположенные на верхней части головы, мандибулах, утолщении петиоля и брюшке. Напротив, лоб, усиковые впадины, переднеспинка, мезонотум и нижняя сторона петиоля отличаются различной степенью полосатости. Голова крупная, прямоугольного очертания, на 2/3 длиннее ширины, задний край головы шире максимальной ширины переднеспинки. Мандибулы почти такой же длины, как и ширина головы, а жевательный край имеет 12 зубцов, увеличивающихся в размере к вершине, в то время как вершина каждой жвалы имеет три зубца — преапикальный, интеркалярный и апикальный. Антенны имеют заметно длинные скапусы, которые выходят за задний край головной капсулы и слегка изгибаются по длине. Первые сегменты жгутика усиков вдвое длиннее вторых и длиннее всех остальных 10 сегментов. Мезонотум и проподеум имеют удлиненный тонкий профиль, как и петиоль, брюшко колоколообразное в месте соединения с петиолем, а жало частично втянуто. На верхней поверхности петиоля имеется заметно большой загнутый назад шип, длина которого превышает ширину черешка.